# Under the Influence (альбом Overkill)
Under the Influence — третий студийный альбом американской трэш-метал-группы Overkill, выпущенный 5 июля 1988 года.
В записи участвовал новый ударник Overkill — Сид Фэлк. Группа также выпустила сингл «Hello from the Gutter» и музыкальное видео, добившееся регулярной трансляции на передаче MTV «Headbangers Ball».
Overkill участвовала в турне в поддержку Under the Influence, выступая с такими трэш-метал группами, как Nuclear Assault, M.O.D., Destruction и Testament. С октября по декабрь 1988 года Overkill выступали в Соединённых Штатах со Slayer и Motörhead; за этим последовал европейский тур со Slayer и Nuclear Assault, который произошёл в январе 1989 года.
AllMusic назвала альбом «очередным уверенным, если не непримечательным альбомом», отметив песни «Overkill III (Under the Influence)», «Shred», «Never Say Never» и «Hello from the Gutter». Альбом достиг 142 строчки в еженедельном хит-параде Billboard Top Pop Albums и оставался в чартах на протяжении 13 недель. По состоянию на 1997 год было продано более 300 000 копий по всему миру.

## Список композиций
| №                   | Название                             | Длительность |
| ------------------- | ------------------------------------ | ------------ |
| 1.                  | «Shred»                              | 4:05         |
| 2.                  | «Never Say Never»                    | 4:58         |
| 3.                  | «Hello from the Gutter»              | 4:14         |
| 4.                  | «Mad Gone World»                     | 4:31         |
| 5.                  | «Brainfade»                          | 4:08         |
| 6.                  | «Drunken Wisdom»                     | 6:17         |
| 7.                  | «End of the Line»                    | 7:03         |
| 8.                  | «Head First»                         | 6:02         |
| 9.                  | «Overkill III (Under the Influence)» | 6:33         |
| Общая длительность: | Общая длительность:                  | 47:51        |

Слова и музыка всех песен принадлежат Бобби «Blitz» Элсворту, Д. Д. Верни и Бобби Густафсону.

## Участники записи
- Бобби «Блиц» Эллсворт — вокал, производство
- Д. Д. Верни — бас-гитара, бэк-вокал, производство
- Бобби Густаффсон — гитара, бэк-вокал, производство
- Сид Фальк — ударные, производство
- Алекс Периэлас — звукоинженер, производство
- Роб Хантер — помощник звукоинженера
- Михаэль Вагенер — сведе́ние
- Лори Фумар — помощь в сведении
- Джордж Марино — мастеринг
- Джон Зазула — исполнительный продюсер
- Марша Зазула — исполнительный продюсер

## Позиции в чартах
Under the Influence — Billboard (North America)
| Год  | Чарт                     | Позиция |
| ---- | ------------------------ | ------- |
| 1988 | Billboard Top Pop Albums | 142     |